# كيفن رويز
كيفن رويز (29 يونيو 1991 بأولم في ألمانيا - ) هو لاعب كرة قدم إسباني وألماني في مركز الوسط. لعب مع نادي آلن ونادي نوتنغن ‏ وFC Memmingen ‏.

## وصلات خارجية
- كيفن رويز على موقع قاعدة بيانات كرة القدم.إي يو (الإنجليزية)
- كيفن رويز على موقع بيانات كرة القدم. دي إي (الألمانية)
- كيفن رويز على موقع عالم كرة القدم.نت (الإنجليزية)